# Dzsikkjó Powerful Pro jakjú Basic-ban 2001
Dzsikkjó Powerful Pro jakjú Basic-ban 2001 a Dzsikkjó Powerful Pro jakjú baseballvideójáték-sorozat mellékjátéka, a Dzsikkjó Powerful Pro jakjú 2000 játékoskeret-frissítése, amely 2001. március 29-én jelent meg, kizárólag Nintendo 64 otthoni videójáték-konzolra. A játékot a Diamond Head fejlesztette és a Konami jelentette meg, ez volt a cég utolsó ROM-kazettán megjelent játéka.
A játékban nem szerepel a sorozat névjegyévé vált „Success-mód”, viszont a Dzsikkjó Powerful Pro jakjú 2000 és a Power Pro Kun Pocket 3 Success-módjában létrehozott játékosokat a játékosjelszó-rendszer használatával át lehet importálni.
A játékból megjelenésének hetében 24 058 példány kelt el Japánban, míg megjelenésének évében összesen 112 001 példány, ezzel az év nyolcvannyolcadik legkelendőbb játéka volt.